# Калварија (монумент)
Калварија је архитектурални верски објекат, место римокатоличког ходочашћа.

## Традиција
Калварија је уређен простор – најчешће на узвишењу – с 12 или 14 постаја ("штација") Страдања Христових на путу Крста (Страсти Христови или Пасија), и путем који завршава са три распећа до којих по потреби воде степенице. Као верски објекат, намењена је за посећивање и ходочашћење у време коризме. На четврту коризмену недељу на Калварији се окупљају деца, на пету коризмену недељу девојке и младићи, а на Цветницу и на Велики петак сви верници. Тамо где је то народни обичај, на Велики петак Калварија је окружена верницима, али је у том погледу ипак најважније Ускршње јутро, када се Калварија посећује рано, а после похода њој одлази се на мису у оближњу цркву.

## Историја
Широм Европе обичај подизања ових објеката поштовања, као и крстова крајпуташа досеже до средњег века, и Калварије су подизане на истакнутим местима да – слично иконама код Православних – симболично подсећају на хришћанске објекте обожавања.
Традиција подизања верских монумената фиксираних у пејзаж испуњава исту функцију као што су претходно у Европи испуњавали Мегалити – да као споменици означавају праисторијски пејзаж у складу са претпостављеним верским и идеолошким императивом.